# Csörnyeberek (Zalakomár)
Csörnyeberek (Zalakomár) este o arie protejată (arie specială de conservare — SAC, sit de importanță comunitară — SCI) din Ungaria întinsă pe o suprafață de 2.133,54 ha, integral pe uscat.

## Localizare
Centrul sitului Csörnyeberek (Zalakomár) este situat la coordonatele 46°28′42″N 17°10′12″E / 46.478333°N 17.17°E.

## Înființare
Situl Csörnyeberek (Zalakomár) a fost declarat sit de importanță comunitară în mai 2004 pentru a proteja 15 specii de animale. Situl a fost protejat și ca arie specială de conservare în februarie 2010.

## Biodiversitate
Situată în ecoregiunea panonică, aria protejată conține 6 habitate naturale: Păduri mixte riverane de Quercus robur, Ulmus laevis și Ulmus minor, Fraxinus excelsior sau Fraxinus angustifolia, de-a lungul marilor râuri (Ulmenion minoris), Păduri aluvionare cu Alnus glutinosa și Fraxinus excelsior (Alno-Padion, Alnion incanae, Salicion albae), Fânețe de joasă altitudine (Alopecurus pratensis, Sanguisorba officinalis), Păduri ilirice de stejar și carpen (Erythronio-Carpinion), Lacuri eutrofice naturale cu vegetație de tip Magnopotamion sau Hydrocharition, Stepe panonice nisipoase.
La baza desemnării sitului se află mai multe specii protejate:
- amfibieni (2): buhai de baltă cu burta roșie (Bombina bombina), triton cu creastă dobrogean (Triturus dobrogicus)
- mamifere (4): liliac cârn (Barbastella barbastellus), vidră de râu (Lutra lutra), liliac cu urechi mari (Myotis bechsteinii), liliac comun (Myotis myotis)
- nevertebrate (7): croitorul mare al stejarului (Cerambyx cerdo), Cucujus cinnaberinus, fluturele de noapte (Eriogaster catax), Hypodryas maturna, rădașcă (Lucanus cervus), fluturele purpuriu (Lycaena dispar), gândacul de apă (Rhysodes sulcatus)
- pești (1): țipar (Misgurnus fossilis)
- reptile (1): țestoasa de baltă (Emys orbicularis)

Pe lângă speciile protejate, pe teritoriul sitului au mai fost identificate 7 specii de plante, 3 specii de amfibieni, 1 specie de nevertebrate.